# Cerebral Ballzy
Cerebral Ballzy é uma banda de punk rock do Brooklyn, Nova Iorque, Estados Unidos. Formada em 2008, gravou seu primeiro álbum em julho de 2011.
Além de uma turnê pelos Estados Unidos a banda já participou de grandes festivais europeus incluindo Hevy Music, Sonisphere, Lowland, Pukkelpop, Soundwaves, Summersonic, Roskilde, Eurocannes e Latitude.
São conhecidos por gostarem do punk dos anos 80 e performances enérgicas desde seu primeiro single "Insufficient Fare". Segundo o vocalista o nome vem de quando um amigo derrubou um pedaço de pizza no trilho de trem e Honor Titus comentou "That was ballsy" (Isso foi corajoso), então um amigo respondeu "Cerebral Ballsy!", fazendo um trocadilho com a doença. Honor Titus é filho do rapper Dres.
Pouco tempo após o lançamento de Jaded & Faded em 2014, o guitarrista Mason abandona a banda. No ano seguinte a banda se desfaz.

## Integrantes
- Honor Titus[1] - Vocal
- Melvin Honore (Mel) - baixo[9]
- Mason - guitarrista[1]
- Jason Bannon - guitarrista[10][11]
- Tom Kogut - bateria[10]

## Discografia

### Álbuns
| Lançamento          | Detalhes                                                                | Posição nas paradas |
| ------------------- | ----------------------------------------------------------------------- | ------------------- |
| 26 de julho de 2011 | Cerebral Ballzy - Selo: Williams Street Records, - Formato: CD, LP, mp3 |                     |
| 17 de junho de 2014 | Jaded & Faded - Produtor: Dave Sitek                                    |                     |
| "—"                 |                                                                         |                     |

### Singles
| Lançamento             | Título                              | Formato  | Lançado em | Lançado em | Do álbum        |
| Lançamento             | Título                              | Formato  | EUA        | RU         | Do álbum        |
| ---------------------- | ----------------------------------- | -------- | ---------- | ---------- | --------------- |
| 29 de novembro de 2010 | "Insufficient Fare" (Still In Love) | Vinil 7" |            | *          | Cerebral Ballzy |
| 7 de junho de 2011     | "Insufficient Fare"                 | mp3      | *          |            | Cerebral Ballzy |
| 19 de junho de 2011    | "Cutting Class"                     | mp3      |            | *          | Cerebral Ballzy |
| 5 de julho de 2011     | "Junky For Her"                     | mp3      | *          |            | Cerebral Ballzy |
| 6 de agosto de 2013    | "Another Day"                       | mp3      | *          | *          | Jaded & Faded   |
| 6 de agosto de 2013    | "City's Girl"                       | Vinil 7" | *          | *          | Jaded & Faded   |

### Ao vivo
| Lançamento | Título                                                      | Formato       | Detalhes                              |
| ---------- | ----------------------------------------------------------- | ------------- | ------------------------------------- |
| 2009       | "Live In Toronto 06/19/09"                                  | Fita Cassette | 9 faixas somente 100 unidades         |
| 2011       | "Live at The Macbeth, London 7th May 2011"                  | Fita Cassette | 13 faixas somente 100 unidades        |
| 2011       | "Live at The Detroit Bar, Costa Mesa, CA 7th February 2011" | Vinil 7"      | 6 faixas somente 700/200/100 unidades |

## Videoclipes
| Lançamento           | Título                     | Diretor                  |
| -------------------- | -------------------------- | ------------------------ |
| 24 de maio de 2010   | "Insufficient Fare"        | Mason James/ Evan Wunsch |
| 12 de abril de 2011  | "Don't Tell Me What To Do" | The Marshall Darlings    |
| 6 de junho de 2011   | "Drug Myself Dumb"         | Mason & Julian Gilbert   |
| 2 de agosto de 2011  | "Junky For Her"            | Vice Cooler              |
| 2 de agosto de 2011  | Cutting Class"             | The Marshall Darlings    |
| Agosto de 2011       | "On The Run"               |                          |
| 14 de agosto de 2013 | "Another Day"              |                          |